# Цюрупа, Иван Иосифович
Иван Иосифович Цюрупа (29 августа 1905, станция Сенча, Полтавская губерния — 27 апреля 1972) — советский мостостроитель, Герой Социалистического Труда (1943).

## Биография
Родился в украинской крестьянской семье, в которой было пять детей. Учился в школе в Николаеве. Во время гражданской войны семья вернулась в Сенчу; батрачил, с 1919 г. работал водоносом на свекольных полях. С 1921 г. работал нагревальщиком, затем слесарем Головного ремонтного поезда № 44 Южной железной дороги. С 1924 г. — разнорабочий, слесарь, кочегар, помощник машиниста паровозного депо станции Николаев. Был членом Николаевского горкома комсомола, дорожного комитета Екатерининской магистрали.
С 1927 г. учился на рабфаке ВСНХ имени Тимирязева, по окончании его — в Московском институте инженеров транспорта, который окончил в 1935 г. (факультет «Мосты»). Был распределён в мостоотряд, по собственной просьбе назначен начальником строительства моста через реку Риони в Аджарии. По окончании строительства вернулся в Москву.
С августа 1938 г. — начальник строительства мостов на линии Акмолинск—Карталы в Казахстане. За успешное выполнение работ и освоение новой техники в мостостроении был награждён значком «Почётному железнодорожнику».
Перед войной назначен начальником Мостопоезда № 5. С февраля 1941 г. возглавил строительство моста через Днестровское гирло у станции Бугаз на участке Николаев—Измаил. Строилась паромная переправа и параллельно возводились опоры для капитального моста. За неделю до начала войны паромная переправа была открыта: две баржи перевозили по восемь вагонов или по три паровоза. С первого дня войны, 22 июня 1941 года, переправа подвергалась бомбардировкам, но поток поездов возрастал; дополнительно была построена автогужевая переправа. В конце июля переправа пропустила последние полевые и пограничные войска, а также 28 паровозов и 400 вагонов, и 29 июля была уничтожена минёрами железнодорожных войск.
За время Великой Отечественной войны мостопоезд (с июня 1943 г. — мостоотряд № 5) под начальством И. И. Цюрупы построил и восстановил:
- мостовой переход через Волгу у Астрахани (осень 1941 — весна 1942 г.; в составе Управления строительства № 115), соединивший железнодорожную линию Кизляр — Астрахань с Заволжской частью Рязано-Уральской железной дороги.
- мосты на магистрали Гудермес — Прохладная — Армавир — Тихорецкая, на освобождённых территориях Предкавказья и в Донбассе (1943; в составе Управления военно-восстановительных работ № 20).
- мост через Днепр в районе Днепропетровска (октябрь — декабрь 1943 г.); несмотря на ежедневные бомбёжки гитлеровской авиации и потери личного состава (31 человек был убит и около 100 ранено), 9 декабря 1943 года (на сутки раньше установленного срока) по мосту пошли поезда к фронту.
- мостовой переход через Керченский пролив (1944 г.; в составе Управления военно-восстановительных работ № 12); первый поезд по мосту от станции Крым до станции Кавказ прошёл 3 ноября 1944 г. В декабре 1944 г. большинство работ пришлось прекратить из-за непрекращающихся штормов. 18 февраля под напором льда было разрушено 15 пролётов, вместо разрушенного моста пришлось сооружать паромную переправу.

Указом Президиума Верховного Совета СССР от 5 ноября 1943 года «за особые заслуги в деле обеспечении перевозок для фронта и народного хозяйства и выдающиеся достижения в восстановлении железнодорожного хозяйства в трудных условиях военного времени» удостоен звания Героя Социалистического Труда с вручением ордена Ленина и Золотой медали «Серп и Молот» (№ 159).
После войны жил в Одессе, до 1958 г. руководил Мостостроем-3. Руководил сооружением мостов через Днепровский лиман, через Южный Буг у Николаева. В 1950—1952 гг. работал в Ростове-на-Дону на строительстве капитальных мостов вместо временных. С 1958 г. до конца жизни возглавлял лабораторию ЦНИИС Минтрансстроя.
В 1948 г. избирался депутатом Одесского горсовета.
Похоронен в Одессе.

## Награды
- Медаль «Серп и Молот» (№ 159) Героя Социалистического Труда (5 ноября 1943)
- два ордена Ленина (№ 16311 — 5 ноября 1943; 23 марта 1951)
- орден Отечественной войны 1-й степени (октябрь 1943)
- медали
- два значка «Почётному железнодорожнику».